# Saint-Hilaire-du-Rosier
Saint-Hilaire-du-Rosier är en kommun i departementet Isère i regionen Auvergne-Rhône-Alpes i sydöstra Frankrike. Kommunen ligger i kantonen Saint-Marcellin som tillhör arrondissementet Grenoble. År 2022 hade Saint-Hilaire-du-Rosier 1 934 invånare.

## Befolkningsutveckling
Antalet invånare i kommunen Saint-Hilaire-du-Rosier
Referens:INSEE